# マーブル・アーチ

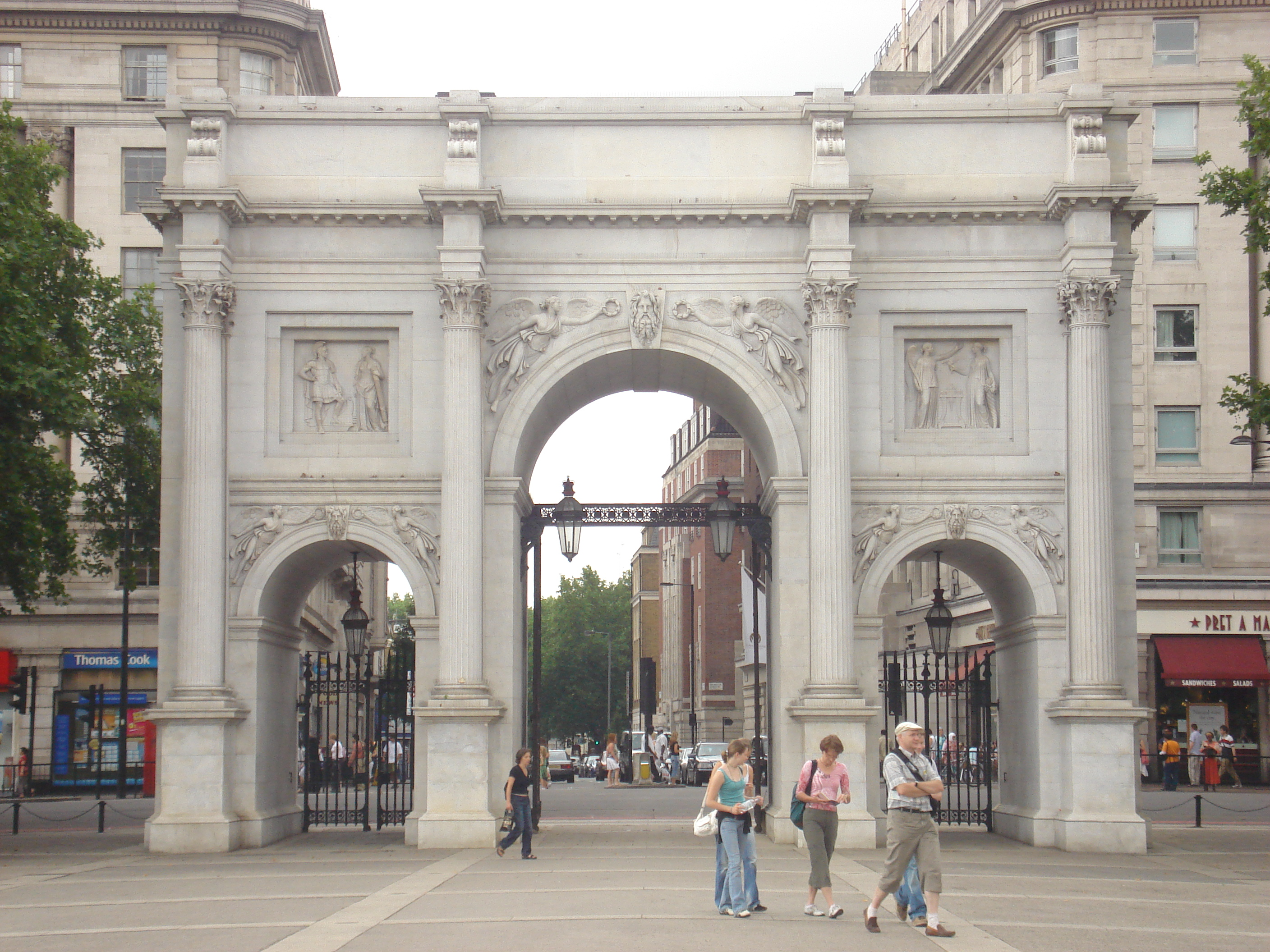
マーブル・アーチ

マーブル・アーチ（Marble Arch）は、ロンドンのハイド・パークの北東角にある大理石の門である。1828年に宮廷建築家ジョン・ナッシュ がローマのコンスタンティヌスの凱旋門を基に設計した。当初はバッキンガム宮殿の儀式用の門で宮殿の正面に建っていたが、1855年の宮殿増築のときに現在の場所に移転した。オックスフォード・ストリートなどが合流し、ここで島を形成するため、別の場所も検討されたという。イギリス指定建造物1級に指定されている。
ロンドン地下鉄セントラル線のマーブル・アーチ駅が最寄り駅。1930年からマークス&スペンサーが近くで開業している。